# Jolki 3
Jolki 3 (russisk: Ёлки 3) er en russisk spillefilm fra 2013.

## Medvirkende
- Ivan Urgant — Boris Nikolajevitj Vorobjov
- Sergej Svetlakov — Jevgenij Pavlovitj
- Pjotr Fjodorov — Nikolaj Kravtjuk
- Anna Tjipovskaya — Jelena Kravtjuk
- Valerija Streljajeva — Anastasija Nikolajevna Kravtjuk